# NK Nafta 1903
Nogometni Klub Nafta 1903 w skrócie NK Nafta 1903 – słoweński klub piłkarski, mający swoją siedzibę w Lendavie.

## Historia
NK Nafta 1903 został założony 9 lipca 2012 po upadku innego klubu z Lendavy – NK Nafta Lendava. W sezonie 2012/2013 zajęli pierwsze miejsce w Pomurska nogometna liga i awansowali do 3. SNL. W sezonie 2016/2017 zajęli w niej pierwsze miejsce i awansowali do 2. SNL. W sezonie 2023/2024 zajęli w niej drugie miejsce, które dawało im prawo gry w barażach. 22 maja komisja licencyjna NZS poinformowała o braku przyznania licencji dla NK Rogaška (8 miejsce w sezonie 2023/2024 1. SNL), co poskutkowało automatycznym awansem NK Nafta 1903 do słoweńskiej ekstraklasy.

## Stadion
NK Nafta 1903 rozgrywa swoje mecze na Športni Park Lendava.

## Skład
Stan na 21 września 2024
| Nr | Poz. | Piłkarz                                          |
| -- | ---- | ------------------------------------------------ |
| 1  | BR   | Safet Jahič                                      |
| 2  | OB   | Rok Pirtovšek                                    |
| 3  | OB   | Amadej Marinič                                   |
| 4  | OB   | Zoran Lesjak (kapitan)                           |
| 5  | OB   | Luka Dumančić                                    |
| 6  | PO   | Darko Hrka                                       |
| 7  | NA   | Haris Kadrić                                     |
| 8  | PO   | Luka Božičković                                  |
| 9  | NA   | Milán Klausz (wypożyczony z Zalaegerszegi TE FC) |
| 10 | PO   | Dragan Brkić                                     |
| 17 | NA   | Dominik Csóka                                    |
| 22 | OB   | Kristijan Tojčić                                 |

| Nr | Poz. | Piłkarz                                             |
| -- | ---- | --------------------------------------------------- |
| 23 | NA   | Zsombor Kálnoki-Kis                                 |
| 25 | NA   | Tom Kljun                                           |
| 26 | PO   | Hristjan Georgjewski                                |
| 31 | BR   | Zan Mauricio                                        |
| 70 | PO   | Niko Zamuda                                         |
| 77 | NA   | Szabolcs Szalay (wypożyczony z Zalaegerszegi TE FC) |
| 90 | BR   | Zsombor Senkó (wypożyczony z Zalaegerszegi TE FC)   |
| 97 | NA   | Kaj Plej                                            |
| 98 | OB   | Áron Dragóner                                       |
|    | OB   | Marko Čuček Bezjak                                  |
|    | PO   | András Murár                                        |

## Sukcesy
- 3. SNL (1x): 2016/2017
- Pomurska nogometna liga (1x): 2012/2013